# Hoehnea minima
Hoehnea minima là một loài thực vật có hoa trong họ Hoa môi. Loài này được (J.A.Schmidt) Epling mô tả khoa học đầu tiên năm 1939.